# Polizeiruf 110: Der Tote im Fließ
Der Tote im Fließ ist ein deutscher Kriminalfilm von Helmut Krätzig aus dem Jahr 1972. Der Fernsehfilm erschien als 6. Folge der Filmreihe Polizeiruf 110.

## Handlung
Bei Vorbereitungsarbeiten für eine Tagebau-Erweiterung im Dorf Zernsdorf, Kreis Senftenberg, wird im Schlamm des ehemaligen Sees Fließ ein Skelett gefunden. Oberleutnant Peter Fuchs und Leutnant Vera Arndt übernehmen die Ermittlungen. Anhand einer unweit des Skeletts gefundenen Taschenuhr sowie eines Rings wird bald die Identität des Toten festgestellt: Es handelt sich um Bruno Krüger, einen im Dorf äußerst unbeliebten Gastwirt, der vor rund zehn Jahren spurlos verschwand. Als wenig später ein Brief aus dem Westen mit seinen Papieren im Dorf ankam, war klar, dass er geflüchtet sein musste. Wie er zurück nach Zernsdorf kam, wissen die Ermittler nicht. Dass er getötet wurde, zeigt sich an Schädelfrakturen.
Peter Fuchs und Vera Arndt befragen Personen vor Ort. Bauleiter Kowalski, der die Ermittler verständigt hat, macht einen nervösen Eindruck. Er verstand sich schlecht mit Krüger, nachdem er dessen Stieftochter Sandra vor den Übergriffen des betrunkenen Krüger gerettet hatte. Sandra arbeitete wie Biggi, die Tochter des Arbeiters Bigalke, als Kellnerin im Wirtshaus. Seit dem Zwischenfall mit Krüger hatte Kowalski Hausverbot im Wirtshaus, das Krüger um jeden Preis durchsetzte. Kowalski ist inzwischen mit Sandra verheiratet und auch sie sagt aus. Die Ehe der Eltern sei schlecht gewesen. In einer späteren Aussage gibt sie zu, in West-Berlin für ihren Stiefvater Geld umgetauscht zu haben. Vera Arndt befragt die gebrechliche Witwe Bruno Krügers, Lisa, die inzwischen in einem Pflegeheim betreut wird. Zu kritischen Fragen schweigt sie sich jedoch aus.
Auch Arbeiter Bigalke ist verdächtig. Er hat einst, von Krüger wegen Trinkschulden erpresst, heimlich Materialien von der Baustelle entwendet, die Krüger schwarz verkauft hat. Krüger hatte sich wegen seines Geizes und seiner Unmenschlichkeit im Dorf unbeliebt gemacht und versuchte nun, die ausbleibende Kundschaft durch Schiebereien auszugleichen. Man kam dahinter. Die Polizei erschien zuerst bei Bigalke, nahm eine Hausdurchsuchung vor und Bigalke anschließend fest. Er wurde zu drei Jahren Haft verurteilt. Da Bigalke erst nach stundenlangem Verhör seinen Auftraggeber Krüger benannte, kamen die Ermittler zu spät: Krüger war untergetaucht und, wie sich durch seinen Brief ergab, in den Westen geflüchtet. Bigalkes Tochter Biggi kann nur wenig zu Krüger sagen und bricht während der Befragung in Tränen aus. Peter Fuchs unterbricht die Befragung, zumal Untersuchungen ihn in Krügers inzwischen verfallenen Gasthof führen. Feine Blutspuren zeigen sich um den Tresenbereich.
Erneut werden alle an dem Verhaftungsabend Anwesenden befragt. Kowalski erfuhr erst zwei Tage nach der Verhaftung Bigalkes von den Ereignissen. Bigalke selbst scheidet als Täter aus, weil er zur Tatzeit bereits verhaftet war. Sandra war wie ihre auf einen Rollstuhl angewiesene Mutter von Krüger selbst zeitig zu Bett geschickt worden. Lisa jedoch sagt nun aus, dass sie noch einmal zur in den Gastraum führenden Treppe gegangen sei. Krüger habe Geld aus sämtlichen Schubladen geholt und in einem Koffer verstaut. Offensichtlich war er von der Verhaftung Bigalkes unterrichtet worden und wollte sich absetzen. Er sprach zu einer Person im Gastraum, die vom Fenster wegkommen sollte. Wer es war, kann Lisa nicht sagen. Auch ist unklar, wie die Leiche des massigen Krüger aus dem Gasthaus zum See transportiert wurde, wenn nicht von einem Mann.
Peter Fuchs hat schließlich die Lösung: Biggi war die Einzige, die an dem Abend von der Verhaftung Bigalkes erfahren hatte. Sie muss daher die Person im Gasthaus gewesen sein. Biggi bestätigt es und berichtet den Tathergang: Sie kam erst spät aus dem Gasthaus, weil sie noch eine Abrechnung zu erledigen hatte. Sie benachrichtigte Krüger von der Verhaftung und beschwor ihn, sich der Polizei zu stellen und die Schuld als Auftraggeber auf sich zu nehmen. Als sich Krüger weigerte, wollte sie die Polizei rufen, doch Krüger begann, sie heftig zu würgen. Mit letzter Kraft zerschlug sie einen Bierkrug auf seinem Kopf. Krüger war sofort tot. Bevor Biggi panisch werden konnte, stand Lisa vor ihr und schickte sie weg. Lisa selbst transportierte die Leiche ihres Mannes in ihrem Rollstuhl zum See. Später schickte sie Biggi mit Krügers Papieren nach West-Berlin, um sie von dort an sich senden zu lassen. Biggi wird nun vorläufig festgenommen. Der Abriss des Wirtshauses für die Tagebau-Erweiterung beginnt.

## Produktion
Der Tote im Fließ wurde von 15. Februar bis 31. März 1972 in Sorno, ehemals Kreis Senftenberg, Bezirk Cottbus, einem Dorf das dem Tagebau Sedlitz weichen musste, gedreht. Der Arbeitstitel des Films lautete Der letzte Gast. Die Kostüme des Films schuf Ruth Karge, die Filmbauten stammen von Klaus Poppitz. Der Tote im Fließ erlebte am 4. Juni 1972 auf DFF 1 seine Fernsehpremiere.
Es war die 6. Folge der Filmreihe Polizeiruf 110. Oberleutnant Peter Fuchs und Leutnant Vera Arndt ermittelten in ihrem 6. gemeinsamen Fall. Es war der erste Film der Reihe, in dem der Tatort konkret lokalisiert wird (Lausitzer Braunkohlerevier) und das soziale Milieu als Tatmotiv herangezogen wurde. Die Kritik nannte „die Umkehrung des traditionellen Krimi-Schemas [bemerkenswert], in dem die in jeder Beziehung negative Gestalt, die durch einige von den Zeugen erinnerte Episoden ständig neu belastet wird, das Opfer ist“.